# ジョージ島
ジョージ島 (英語: George Island, スペイン語: Isla Jorge) は、フォークランド諸島のスピードウェル島群で2番目に大きい島で、面積は24平方キロメートル (9.3 sq mi)である。島は、スピードウェル島の南、東フォークランド島の南西にあり、イーグル水路によってLafoniaとは隔てられている。島はほとんど平らになっており、最高地点は海抜18メートル (59 ft)である。島にはいくつかの池があり、中央部では土壌浸食もみられる。また、島内にはネズミがいない。
ジョージ島とバーレン諸島では、フォークランド諸島において最南で羊の飼育を行っている。また、よく管理された観光地もある。